# Краківський повіт
Краківський повіт (пол. powiat krakowski) — один з 19 земських повітів Малопольського воєводства Польщі.
Утворений 1 січня 1999 року в результаті адміністративної реформи.

## Загальні дані
Повіт знаходиться у північно-західній частині воєводства.
Адміністративний центр — місто Краків (не входить до складу повіту).
Станом на 1.01.2008 населення становить 247 903 осіб, площа 1231,44 км².

## Демографія
Демографічні дані повіту станом на 30.06.2007:
|       | Всього  | Всього | Жінки   | Жінки | Чоловіки | Чоловіки |
| ----- | ------- | ------ | ------- | ----- | -------- | -------- |
|       | осіб    | %      | осіб    | %     | осіб     | %        |
| Повіт | 246 682 | 100    | 126 323 | 51,3  | 120 359  | 48,7     |
| Міста | 43 601  | 100    | 22 858  | 52,5  | 20 743   | 47,5     |
| Села  | 203 081 | 100    | 103 465 | 51,0  | 99 616   | 49,0     |